# Az aranyszirmok átka
Az aranyszirmok átka (egyszerűsített kínai: 满城尽带黄金甲; hagyományos kínai: 滿城盡帶黃金甲; pinjin: Man cheng jin dai huang jin jia) egy 2006-ban bemutatott kínai epikus filmdráma Zhang Yimou rendezésében. Főszereplői Chow Yun-fat, Gong Li és Jay Chou.

## Cselekmény
A történet a Tang-dinasztia idején játszódik a kínai császári palotában. Ping császár (Chow Yun-fat) és másodszülött fia, Jai herceg (Jay Chou) hazaérkezik a palotába, ahol a császárné a Krizantém-fesztiválra készülődik. A családban nem éppen barátságos hangulat uralkodik. A császár első felesége után vágyódik, a jelenlegi császárné az elsőszülött, Wan herceggel (Liu Ye) folytatott intim kapcsolatot éveken át, mely azonban véget érni látszik, mivel a herceg a birodalmi orvos lányába szerelmes. A legfiatalabb Yu herceg a háttérből figyel mindig baljósan. A császár rendszeresen mérgezi feleségét, parancsára méreggel kevert gyógyszer kell szednie. A történetben fény derül arra, hogy az orvos felesége volt Ping császár első felesége és Wan herceg anyja, akit azonban a császár börtönbe záratott, arcát megbélyegeztette. Börtönből való szökése után lett a császári orvos felesége. A császárné az orvos feleségének segítségével megtudja az igazságot súlyosbodó állapotának okáról, és Jai herceget is beavatva puccsra készülnek. Tízezer katona segítségével lemondásra akarja kényszeríteni Ping császárt, mindezt a Krizantém fesztivál éjjelére tervezi.
Wan herceget a császárné rajtakapja az orvos lányával, a császár pedig az orvos feleségétől akar szabadulni, így a birodalmi orvost kinevezi Suzhou kormányzójává, hogy családjával együtt eltávolítsa a palotából. Közben azonban rájuk küldi harcosait, hogy gyilkolják meg az egész családot.
Szeretője segítségével Wan herceg tudomására jut, hogy mit tervez a császárné, ám nem hajlandó részt venni benne. Ő követné a trónon apját, így mindenki azt hinné, a puccs ötlete tőle származik. Kétségbeesett helyzetében Wan végezni akar magával, ám önmagának okozott sérülése nem halálos. Betegágyán apja elárulja elsőszülött fiának, hogy tudott az ő és a császárné között folyt viszonyról.
A fesztivál éjjelén az orvos felesége lányával sikeresen megmenekül orgyilkosai elől, de mielőtt a palotában megállítják és megölik őket, a császárné elárulja Wan hercegnek, hogy a nő az anyja, így szeretője egyben a testvére is. Váratlanul a mindig háttérből figyelő fiatal Yu herceg leszúrja az elsőszülöttet, mire a császár agyonveri őt.
Jai herceg vezetésével a több ezernyi krizantémmal díszített ruhájú katona megtámadja a palotát. Elsöprőnek tűnő rohamukat még elsöprőbb ellentámadás veri vissza, és a hercegen kívül mindenkit legyilkolnak. A film zárójelenetében Jai elárulja apjának, hogy nem a trónért, hanem anyja mérgezése miatt vett részt a puccsban. A császár kegyelmet ajánl a lázadást vezető hercegnek. Feltétele, hogy ezentúl a hercegnek saját kezével kell felszolgálnia anyjának a két óránként elfogyasztandó mérget, a herceg azonban inkább öngyilkos lesz.

## Szereplők
- Chow Yun-fat – Ping császár
- Gong Li – Főnix császárné
- Jay Chou – Jai herceg
- Liu Ye – Wan herceg
- Qin Junjie – Yu herceg
- Ni Dahong – császári orvos
- Chen Jin – az orvos felesége
- Li Man – Jiang Chan, az orvos lánya

## Fogadtatás
Az aranyszirmok átka számos díjat nyert meg vagy jelölték rá. Jelölték Oscar-díjra a legjobb jelmeztervezés kategóriájában, Szaturnusz-díjra a Legjobb nemzetközi film kategóriában, illetve Asian Film Awardra, Hundred Flowers Awardra, Image Awardra, Golden Reel Awardra és Satellite Awardra. Hong Kong Film-díjat tíz jelölés mellett négy kategóriában meg is nyerte (legjobb színésznő, díszlet, jelmez és filmzene kategóriákban). Szaturnusz-díjat és Costume Designers Guild Awards-ot nyert a jelmez-, és Art Directors Guild díjat a díszlettervezésért.
A Hong Kong Film Critics Society Awardsot a legjobb színésznőként Gong Li, és Shanghai Filmkritikusok díját legjobb színészként Jay Chou szerezte meg.
A film egyik legfőbb ismérve és erénye a hihetetlen látványvilág, nem véletlen tehát a díjak és jelölése száma a díszlet- és jelmeztervezés terén. „A néző az első öt perc után émelyegni kezd a sok arany, ezüst, drágakő látványától... szinte alig-alig tudja megjeleníteni ezt a hihetetlenül aprólékosan megalkotott végtelen csillogást. A kosztümök a végtelenségig túl vannak bonyolítva és díszítve, a díszletek pedig szinte roskadoznak a rengeteg arany stukkó alatt...„ Az azsiafilm.hu szerint ez a túlzás Zhang Yimou rendezői eszköze, mivel az uralkodó család nem kitalált személyekből áll, hanem valójában létezett, így indokolja ennek a túldíszítettségnek a létét. A kritika írója szerint a remek színészi játék hatására az egész giccshalmaz hihetővé és természetessé válik. Az asiafan.hu-n azt olvashatjuk, a film egy „klasszikus, színházi értelmében is dráma, jól kidolgozott, izgalmas, mesterien építkező történet, happyend nélkül”.
A Rotten Tomatoes 66%-ra, a Metacritic 100-ből 70 pontra értékelte a filmet a kritikákat összesítve. Richard Corliss, a Time Magazine kritikusa dicsérte a filmet ragyogó operaszerű megjelenése miatt. A Los Angeles Times cikke azt írja, a film egy történelmi betekintés, átitatva a félelmetes pompával és a palotában folyó halálos intrikákkal, mely végül egy fantasztikus csatajelenettel és egy epikus tragédiával végződik.
Ezzel szemben a The Hollywood Reporter azt állítja, Zhang Yimou részéről egy félresikerült vállalkozás volt a film, és egy másik kritikus is a rendező korábbi munkáinál gyengébbnek ítéli meg ezt a produkciót.